# Octavio García "El Payo"
Héctor Octavio García González "El Payo" (Querétaro, México, 11 de mayo de 1989) es un torero mexicano.

## Biografía
Desde la corta edad de doce años ya tenía en claro cual era su sueño: ser torero. Es seleccionado en las pruebas de selección convocadas por la escuela taurina "Tauromagia Mexicana", empezando a formarse bajo la tutela del maestro Carlos Neila.

## Trayectoria
- Temporada 2005: Bautismo de sangre en Monterrey, en julio. En agosto debuta en Europa (Vic-Fesensac-Francia).

- Temporada 2006: Debut en la Plaza México el 2 de septiembre de 2006. 26 novilladas. Cortó 37 orejas y 2 rabos. Triunfos en México, Monterrey, Aguascalientes, Querétaro, Puebla, Morelia, Durango, Orizaba, Tlaxcala.

- Debut en Las Ventas: 16 de septiembre de 2007.

- Temporada 2008: Corta oreja en Constantina la mañana del 23 de agosto. Torea y es herido en Almería la tarde del 24 de agosto. Torea en la Monumental de Barcelona la tarde del 7 de septiembre. Torea en Albacete la tarde del 9 de septiembre. Torea en La Real Maestranza de Sevilla la tarde del 14 de septiembre. Torea en Arganda la tarde del 15 de septiembre. Torea en Moralzarzal la tarde del 29 de septiembre. Corta oreja en Guadarrama la tarde del 2º de octubre.

- Temporada 2008: torea y toma la alternativa en Pachuca la tarde del 26 de octubre. Padrino: Morante de la Puebla. Testigos: Ignacio Garibay y Sebastián Castella. Toro: "Tauromagio", de Fernando de la Mora. Ovación en su alternativa.Torea Torea en San Luis de Potosí la tarde del 21 de noviembre. Corta dos orejas en Querétaro la tarde del 25 de diciembre.

- Temporada 2009: Torea y confirma la alternativa en La Monumental de México la tarde del 18 de enero de 2009, acompañado por José Tomás y Arturo Macias, con toros de Teófilo Gómez. Torea en Juriquilla la tarde del 30 de enero. Torea en La Monumental de México la tarde del 22 de febrero.

- Temporada 2010: Es cogido por el toro el 25 de diciembre en la Corrida Navideña en la Plaza Santa María en su tierra natal, sufriendo una grave cornada de seis centímetros en la zona lumbar. Tras de aquel incidente, El Payo ha vuelto a los ruedos participando los días 24, 25 y 30 de abril de 2010, dando buenos resultados. Posteriormente, viaja a España en preparación para cumplir con algunos compromisos. Este año no se presenta en la feria de San Isidro pues continuaba su recuperación tras la cornada en Querétaro, pero augura que los personajes que le llevan sus poderes puedan iniciar negociaciones este año para hacer una campaña taurina próxima. Lo anterior rinde buenos frutos, y el 7 de noviembre el matador abre la temporada grande en la Plaza México en compañía de Eulalio López "Zotoluco" y Enrique Ponce como primer y segundo espadas, respectivamente. Tras dos toros con pocas posibilidades, regala un tercero, con el que consigue cortar dos orejas, recibiendo un fuerte golpe en la nuca en el proceso.

## Datos técnicos
- Apoderado actual: Alberto Elvira
- Alternativa: Fecha: 26/10/2008
- Plaza: Pachuca (México)
- Padrino: Morante de la Puebla
- Testigo: Ignacio Garibay y Sebastián Castella
- Ganadería: Fernando de la Mora
- Resultado artístico: Ovación
- Ovación en su segundo toro.
- Vestido: Blanco y plata.

Confirmación: 18 de enero de 2009
- Plaza: México (México)
- Padrino: José Tomás
- Testigo: Arturo Macías
- Nombre de res: "Puedo Opinar", negro, n.º 379, 480 kg.
- Ganadería: Teófilo Gómez
- Resultado artístico: Ovación
- Silencio en su segundo toro.
- Vestido: Palo de rosa y plata.

Confirmación: 20 de mayo de 2009
- Plaza: Las Ventas, Madrid. (España)
- Padrino: Miguel Abellán
- Testigo: Serafín Marín
- Nombre de res: "Arábigo", negro, n.º 86, 540 kg.
- Ganadería: Hnos. Torres Gallego
- Resultado artístico: Silencio
- Vuelta en su segundo toro.
- Vestido: Azul rey y oro.